# Estado de Benue
El estado de Benue (o Benué) es uno de los treinta y seis estados que constituyen la República Federal de Nigeria, situado en el centro del país, con una población de alrededor de 2,8 millones en 1991. Su capital es Makurdi. Benue es una rica región de agricultura; los cultivos más importantes que crecen ahí son: papa, cassava, frijol de soya.

## Localidades con población en marzo de 2016
- Ado 248,900
- Agatu 156,000
- Apa 130,600
- Buruku 278,400
- Gboko 487,700
- Guma 262,100
- Gwer East 227,700
- Gwer West 165,100
- Katsina-Ala 304,400
- Konshisha 305,700
- Kwande 335,600
- Logo 228,900
- Makurdi 405,500
- Obi 133,200
- Ogbadibo 176,800
- Ohimini 95,400
- Oju 227,400
- Okpokwu 237,000
- Oturkpo 359,600
- Tarka 107,000
- Ukum 292,900
- Ushongo 259,100
- Vandeikya 316,600

## Características generales
El estado de Benue es nombrado así por el río Benue y se formó a partir del antiguo estado de Benue-Plateau en 1976, junto con el grupo étnico igala, que había sido parte del estado de Kwara. En 1991, algunas áreas de Benue, junto con áreas de Kwara, vinieron a ser parte del nuevo estado de Kogi. Su territorio ocupa una superficie de 34.059 km², por lo que su extensión puede compararse con la de Bélgica.
Gabriel Suswam es el gobernador y Steven Lawani es el gobernador adjunto. Ambos son miembros del Partido Democrático del Pueblo (PDP).